# 男の掟
『男の掟』（おとこのおきて）は、1968年2月13日に日活により配給された、江崎実生監督、渡哲也主演の映画。

## キャスト
- 渡哲也 : 宗方玄造
- 丹波哲郎 : 菅原多平
- 堀雄二 : 宗方玄一
- 坪内美詠子 : 宗方八重
- 太田雅子 : 菅原早苗
- 野際陽子 : 真理
- 柳瀬志郎 : 茂
- 弘松三郎 : 佐東
- 久遠利三 : 太田
- 木島一郎 : 三木
- 小柴隆 : 小池
- 野村隆 : 村井
- 河上喜史郎 : 木村刑事
- 青木富夫 : 陳野
- 加原武門 : 法理仙造
- 相原巨典 : 加賀
- 中平哲仟 : 増沢
- 沢知美 : 歌手
- 名和宏 : 三条
- 小池朝雄 : 法理
- 辰巳柳太郎 宗方玄之助

## スタッフ
- 監督 : 江崎実生
- 脚本 : 山崎巌，江崎実生
- 企画 : 児井英生
- 撮影 : 安藤庄平
- 美術 : 千葉和彦
- 音楽 : 鏑木創
- 編集 : 鈴木晄
- 歌 : 渡哲也「男の掟」、丹波哲郎 「寒い夕陽」、沢知美 「アンブレラのブルース」

## 併映作品
- 『藤猛物語 ヤマト魂』: 関川秀雄監督